# Roompot-Charles
La Roompot-Charles era una squadra maschile olandese di ciclismo su strada, attiva dal 2015 al 2019.
Attiva per cinque stagioni con licenza Professional Continental, la squadra era diretta dagli ex professionisti Michael Zijlaard e Jean-Paul van Poppel, e composta solo da ciclisti olandesi e belgi; ottenne i principali risultati con Dylan Groenewegen, vincitore della Brussels Cycling Classic 2015, Pieter Weening, vincitore di una tappa al Tour de Suisse 2016, e Taco van der Hoorn, capace di imporsi in una frazione al BinckBank Tour 2018.
La società aveva sede a Moordrecht, ed era sponsorizzata da Roompot, azienda di gestione di siti e parchi vacanza.

## Cronistoria

### Annuario
| Anno          | Codice | Nome                                                     | Cat. | Biciclette | Dirigenza |
| ------------- | ------ | -------------------------------------------------------- | ---- | ---------- | --- |
| 2015 dettagli | ROP    | Roompot (fino a marzo) Roompot-Oranje Peloton (da marzo) | PCT  | Isaac      | Manager: Michael Zijlaard Dir. sportivi: Jean-Paul van Poppel, Michael Boogerd, Erik Breukink                                         |
| 2016 dettagli | ROP    | Roompot-Oranje Peloton                                   | PCT  | Isaac      | Manager: Michael Zijlaard Dir. sportivi: Jean-Paul van Poppel, Erik Breukink, Michel Cornelisse, Geert van Diepen                     |
| 2017 dettagli | RNL    | Roompot-Nederlandse Loterij                              | PCT  | Isaac      | Manager: Michael Zijlaard Dir. sportivi: Jean-Paul van Poppel, Erik Breukink, Michel Cornelisse, Geert van Diepen                     |
| 2018 dettagli | RNL    | Roompot-Nederlandse Loterij                              | PCT  | Isaac      | Manager: Michael Zijlaard Dir. sportivi: Jean-Paul van Poppel, Michael Boogerd, Erik Breukink, Geert van Diepen, Bart van de Moosdijk |
| 2019 dettagli | ROC    | Roompot-Charles                                          | PCT  | Factor     | Manager: Michael Zijlaard Dir. sportivi: Jean-Paul van Poppel, Michael Boogerd, Erik Breukink, Bart van de Moosdijk                   |

### Classifiche UCI
Aggiornato al 31 dicembre 2018.
| Anno | Classifica | Pos. | Migliore cl. individuale |
| ---- | ---------- | ---- | ------------------------ |
| 2015 | America T. | 54º  | Tim Kerkhof (396º)       |
| 2015 | Europe T.  | 14º  | Dylan Groenewegen (29º)  |
| 2016 | Europe T.  | 11º  | Maurits Lammertink (58º) |
| 2017 | Europe T.  | 7º   | Coen Vermeltfoort (26º)  |
| 2017 | Oceania T. | 17º  | Martijn Tusveld (72º)    |
| 2018 | Asia T.    | 92º  | Floris Gerts (514º)      |
| 2018 | Europe T.  | 5º   | Taco van der Hoorn (48º) |
| 2018 | Oceania T. | 17º  | Jeroen Meijers (86º)     |

## Palmarès
Aggiornato al 31 dicembre 2019.

### Grandi Giri
- Giro d'Italia

Partecipazioni: 0
- Tour de France

Partecipazioni: 0
- Vuelta a España

Partecipazioni: 0

## Organico 2019
Aggiornato al 1 febbraio 2019.

### Staff tecnico
|  | Naz.                   | Ruolo | Sportivo             |  |  |  |
|  | ---------------------- | ----- | -------------------- |  |  |  |
|  | Paesi Bassi (bandiera) | GM    | Michael Zijlaard     |  |  |  |
|  | Paesi Bassi (bandiera) | DS    | Jean-Paul van Poppel |  |  |  |
|  | Paesi Bassi (bandiera) | DS    | Michael Boogerd      |  |  |  |
|  | Paesi Bassi (bandiera) | DS    | Erik Breukink        |  |  |  |
|  | Paesi Bassi (bandiera) | DS    | Bart van de Moosdijk |  |  |  |

### Rosa
|  | Naz.                   |  | Sportivo             | Anno |  |  |
|  | ---------------------- |  | -------------------- | ---- |  |  |
|  | Paesi Bassi (bandiera) |  | Jesper Asselman      | 1990 |  |  |
|  | Paesi Bassi (bandiera) |  | Lars Boom            | 1985 |  |  |
|  | Belgio (bandiera)      |  | Sean De Bie          | 1991 |  |  |
|  | Belgio (bandiera)      |  | Mathias De Witte     | 1993 |  |  |
|  | Paesi Bassi (bandiera) |  | Huub Duijn           | 1984 |  |  |
|  | Paesi Bassi (bandiera) |  | Sjoerd van Ginneken  | 1992 |  |  |
|  | Paesi Bassi (bandiera) |  | Maurits Lammertink   | 1990 |  |  |
|  | Belgio (bandiera)      |  | Senne Leysen         | 1996 |  |  |
|  | Paesi Bassi (bandiera) |  | Nick van der Lijke   | 1991 |  |  |
|  | Belgio (bandiera)      |  | Arjen Livyns         | 1994 |  |  |
|  | Paesi Bassi (bandiera) |  | Boy van Poppel       | 1988 |  |  |
|  | Paesi Bassi (bandiera) |  | Elmar Reinders       | 1992 |  |  |
|  | Paesi Bassi (bandiera) |  | Oscar Riesebeek      | 1992 |  |  |
|  | Paesi Bassi (bandiera) |  | Jan-Willem van Schip | 1994 |  |  |
|  | Belgio (bandiera)      |  | Stijn Steels         | 1989 |  |  |
|  | Paesi Bassi (bandiera) |  | Justin Timmermans    | 1996 |  |  |
|  | Belgio (bandiera)      |  | Michael Van Staeyen  | 1988 |  |  |
|  | Paesi Bassi (bandiera) |  | Pieter Weening       | 1981 |  |  |